# Reichenbachia clamer
Reichenbachia clamer är en skalbaggsart som beskrevs av Albert A. Grigarick och Schuster 1967. Reichenbachia clamer ingår i släktet Reichenbachia och familjen kortvingar. Inga underarter finns listade i Catalogue of Life.